# Toyota Motor Manufacturing Czech Republic
Toyota Motor Manufacturing Czech Republic eller TMMCZ er en bilfabrik i Tjekkiet i byen Kolín hvor Toyota Aygo produceres.

## Bilerne
På fabrikken bliver der produceret modellen Aygo 2022

## Fabrikken
Fabrikken, der har produceret biler siden 2005, ligger i Kolin i Tjekkiet.